# 韩岭美术馆
韩岭美术馆是中国浙江省宁波市鄞州区东钱湖边的美术馆。由日本建筑师隈研吾设计，2022年6月建成。其外形由100多个层叠的屋顶构成，建筑面积11000平方米。